# Thandi Klaasen
Pour les articles homonymes, voir Klaasen.
Thandi Klaasen, née Thandiwe Nelly Mpambani, le 27 septembre 1931, morte le 15 janvier 2017, est une chanteuse de jazz de Sophiatown. 

## Biographie
Née en 1931, Thandiwe Nelly Mpambani grandit à Sophiatown, un quartier de Johannesbourg, fille d'un cordonnier et d'une employée de maison,. Elle commence à chanter, enfant, dans les églises.
Sa carrière de chanteuse et danseuse débute au milieu des années 1950. C'est l'époque des Manhattan Brothers (en) et autres groupes masculins similaires. Pas impressionnée par la domination presque exclusive des boys bands sur scène, elle constitue un quatuor vocal féminin, les Quad Sisters. Le groupe rencontre un certain succès, notamment en 1952, avec leur titre Carolina Wam. Ce groupe ouvre sans doute la voie à la jeune Miriam Makeba et à son groupe de filles, les Skylarks,. La décision du gouvernement de l'époque de raser le quartier de Sophiatown, en 1954/1955 et d'en faire une zone réservée aux Blancs, lui cause une douleur dont elle témoigne à de multiples reprises sur scène. Elle est ensuite, comme Miriam Makeba une des interprètes de la comédie musicale King Kong, un grand succès des années 1959/1960 qui tourne en Afrique du Sud et est également interprété à Londres,,.
Sa fille, Lorraine Klaasen, née en 1957 à Soweto, l’accompagne sur scène pendant quelques années. Lorraine Klaasen s’installe au Canada, à Montréal et y est également chanteuse,.
En 1977, c'est la tragédie. Thandi Klaasen est attaquée à l'acide. L'agression lui impose un long séjour à l'hôpital, pendant environ un an, et lui laisse des marques sur le visage toute sa vie. Mais, elle n'abandonne pas la scène et reprend sa carrière musicale.
Thandi Klaasen joue avec Dolly Rathebe, Miriam Makeba, Dorothy Masuka, et d'autres. Comme bien d’autres artistes noirs, elle est contrainte de quitter l’Afrique du Sud. À l’étranger, elle fait campagne contre l'apartheid et continue à chanter. 
Revenue en Afrique du Sud, elle meurt d'un cancer du pancréas le 15 janvier 2017 au Cap, à l'âge de 85 ans, et a des funérailles nationales,.